# 堀之内庄右衛門
堀之内 庄右衛門（ほりのうち しょううえもん、1863年1-2月（文久2年12月） - 1909年（明治42年）1月30日）は、明治時代の政治家、実業家。貴族院多額納税者議員。

## 経歴
薩摩国薩摩郡隈之城郷勝目（鹿児島県薩摩郡隈之城村、川内町、川内市を経て現薩摩川内市勝目町）出身。1900年（明治33年）より大洋商船、曽木電気などの重役を務めたのち、1906年（明治39年）12月、鹿児島県多額納税者として貴族院議員に互選され、同月13日、議員に就任し、在任中に脳溢血により死去した。

## 親族
- 長男：堀之内正巳（鹿児島県多額納税者）[6]
- 弟：岩月直彦（貴族院多額納税者議員）[2]